# مركبة تجارية

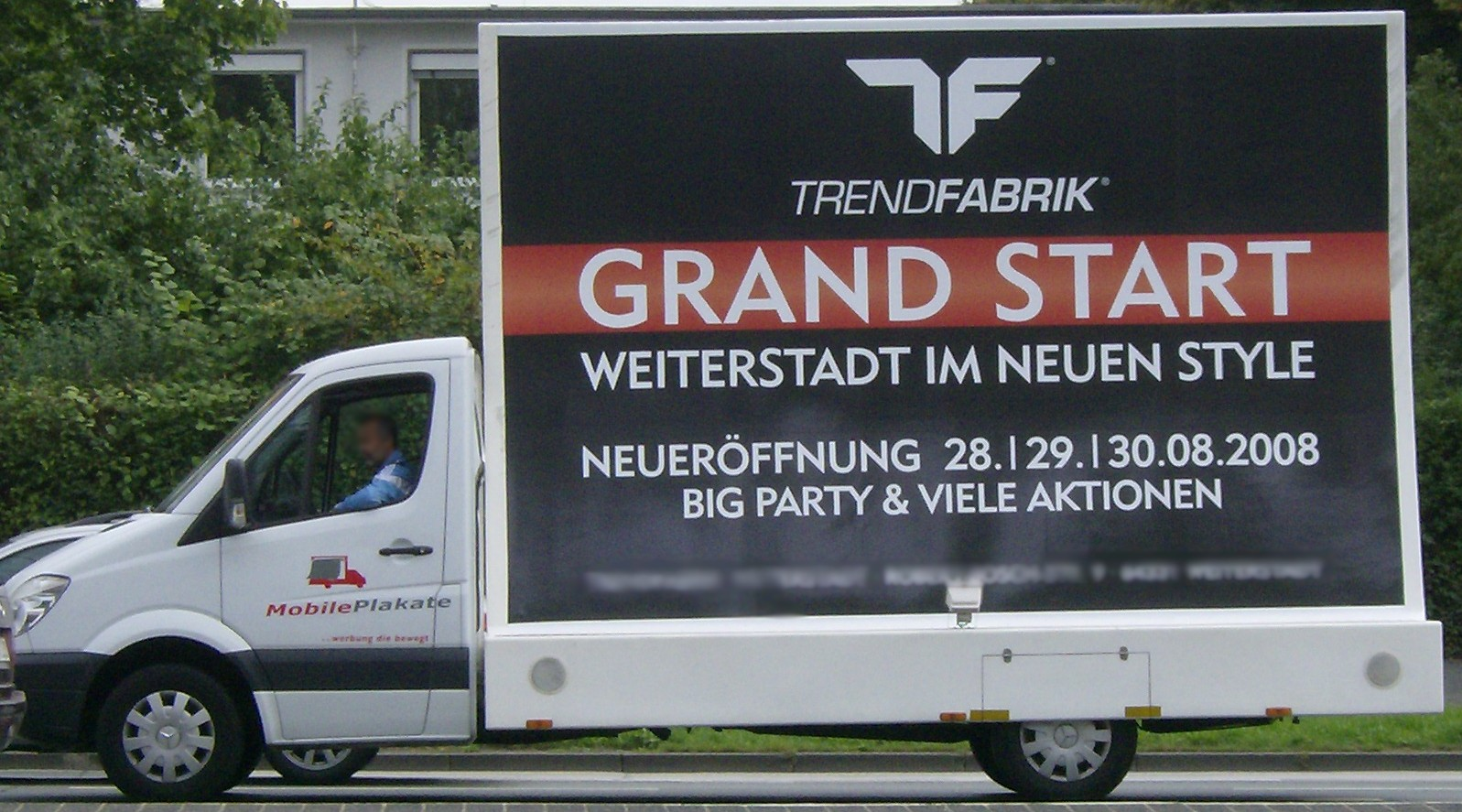
مركبة تجارية مخصصة لعرض الإعلانات

المركبة التجارية  هي مركبة ذات محرك تستخدم لنقل البضائع أو لنقل الركاب أو لأغراض تجارية أخرى.
تحدد قوانين السير الناظمة لكل بلد تعريف المركبات التجارية لتمييزها عن مركبات الاستخدام الخاص، مثل السيارات الخاصة. من الأمثلة العامة للمركبات التجارية كل من الحافلات والشاحنات والجرارات (القاطرات على الطرق وليس على السكك الحديدية).